# District de Termez
Le district de Termez est un district d'Ouzbékistan, dans la province de Sourkhan-Daria. Son chef-lieu est Termez.

## Patrimoine matériel
- Forteresse Kirk-Kiz